# يانغ جي
يانغ جي (1 مارس 1994 في الصين - ) (بالصينية: 杨婕) هي لاعبة كرة طائرة الصين في مركز ضارب خارجي ‏. شاركت في دورة الألعاب الآسيوية 2010. ولعبت مع Shanghai women's volleyball team ‏.